# Dendrochilum jiewhoei
Dendrochilum jiewhoei är en orkidéart som beskrevs av Jeffrey James Wood. Dendrochilum jiewhoei ingår i släktet Dendrochilum och familjen orkidéer. Inga underarter finns listade i Catalogue of Life.